# 西陶器村
西陶器村（にしとうきむら）は、かつて大阪府にあった村である。今も学校名（西陶器小学校）などに名残りが見られる。現在の堺市中区および南区のそれぞれ一部にあたり、当村域内においては、大阪府道208号堺泉北環状線が中区と南区の境界線となっている。南区側の大半は泉北ニュータウン地区となる。

## 歴史
- 1885年（明治18年） - 大鳥郡土佐屋新田を深坂村に編入。
- 1889年（明治22年）4月1日 - 町村制施行により深坂村、田園村、辻之村、高蔵寺村が合併して西陶器村が発足。大字田園に村役場を設置。
- 1896年（明治29年）4月1日 - 大鳥郡が泉郡と合併して泉北郡となる。
- 1955年（昭和30年）4月1日 - 東陶器村、久世村、上神谷村と合併して泉ヶ丘町となり消滅。
- 1959年（昭和34年）5月3日 - 泉ヶ丘町が堺市へ編入される。
- 2006年（平成18年）4月1日 - 堺市の政令指定都市移行に伴い中区, 南区の一部となる。